# Eduardo Schaerer
Eduardo Schaerer Vera y Aragón (Caazapá, 2 dicembre 1873 – Buenos Aires, 12 novembre 1941) è stato un imprenditore e politico paraguaiano di posizioni liberali.
Fu presidente del Paraguay dal 15 agosto 1912 al 15 agosto 1916.

## Biografia
Era figlio di un emigrante svizzero di Vordemwald, nel Canton Argovia. Schaerer si dedicò al commercio e all'industria, e fondò due importanti giornali: El Diario (1904) e La Tribuna (1925). Nel 1904 fu tra i principali capi civili dell'insurrezione militare di Pilar, e dopo il trionfo della rivoluzione liberale fu direttore della Dogana di Asunción. Intendente municipale di Asunción dal 1908 fino al golpe di Albino Jara (1911), fu ancora ministro dell'Interno nel 1912.
Eletto regolarmente presidente della Repubblica, Schaerer stabilì la numerazione regolare dei decreti, la creazione delle Scuole Normali Rurali e promosse gli aiuti ai veterani di guerra. Durante la sua presidenza venne estesa la piccola rete ferroviaria nazionale, facendola arrivare sino alla cittadina di Encarnación dove si allacciava con quella argentina. Il 1º gennaio 1915 Schaerer fu arrestato per poco tempo nel corso di un'insurrezione, poi fallita, guidata dai fratelli Gómez Freire Esteves, ma poi concluse regolarmente il proprio mandato il 15 agosto 1916. Nel 1921 divenne senatore.